# Rudebeckia ovambo
Rudebeckia ovambo är en kackerlacksart som beskrevs av Karlis Princis 1963. Rudebeckia ovambo ingår i släktet Rudebeckia och familjen småkackerlackor. Inga underarter finns listade i Catalogue of Life.